# Trần Cung công
Trần Cung công hay Trần Cộng công (chữ Hán: 陳共公; trị vì: 631 TCN-614 TCN), tên thật là Quy Sóc (媯朔), là vị vua thứ 18 của nước Trần – chư hầu nhà Chu trong lịch sử Trung Quốc.
Trần Cung công là con của Trần Mục công – vua thứ 17 nước Trần. Năm 632 TCN, Mục công mất, Quy Sóc lên nối ngôi, tức là Trần Cung công.
Năm 626 TCN, nước Vệ bị nước Tấn đánh. Vệ Thành công bèn báo với Trần Cung công. Ông khuyên vua Vệ nên giảng hòa với nước Tấn. Vệ Thành công nghe theo, Tấn Tương công cho giảng hòa. Sang năm 624 TCN, Vệ Thành công đích thân sang nước Trần tạ ơn Trần Cung công về việc này.
Năm 625 TCN, Trần Cung công hội binh với quân nước Tấn, Trịnh, Tống cùng đánh nước Tần, đánh bại quân Tần. Năm sau, liên quân có thêm quân nước Lỗ họp, cùng đánh nước Thẩm là chư hầu của nước Sở, đánh bại quân Thẩm.
Năm 614 TCN, Trần Cung công qua đời. Ông ở ngôi được 17 năm. Con ông là Quy Bình Quốc lên nối ngôi, tức là Trần Linh công.